# 1300-1309
De jaren 1300-1309 (van de christelijke jaartelling) zijn een decennium in de 14e eeuw.

## Gebeurtenissen

### Lage landen
- 1300 : Jacob van Châtillon wordt door koning Filips IV van Frankrijk aangesteld tot landvoogd van het graafschap Vlaanderen.
- 1302 : Brugse Metten. De ambachtslieden komen in opstand.
- 1302 : Guldensporenslag. De Frans-Vlaamse Oorlog hervat. Zo'n 500 officieren door de noorderlingen gedood. Na de Guldensporenslag krijgen de gilden een zware stem in het tot dan toe gesloten stadsbestuur van Gent (de XXXIX). Ook in andere steden in Vlaanderen en de rest van de Nederlanden groeit de macht van de gilden.
- 1303 : Brusselse Opstand. Ook in het Hertogdom Brabant komen de ambachten in opstand, onder andere tegen de Zeven geslachten van Brussel.
- 1304 : Slag bij Zierikzee. Is een strijd om het graafschap Zeeland gevochten door de zoon van Gwijde van Dampierre, graaf van Vlaanderen, Gwijde van Namen en de zoon van Jan II van Avesnes, graaf van Henegouwen, Willem III van Holland. Vlaanderen verliest.
- 1305 : Verdrag van Athis-sur-Orge. Robrecht III van Vlaanderen mag zijn overleden vader Gewijde van Dampierre opvolgen.
- In 1304 wordt de Linge in Tiel afgedamd de ("Dode Linge"), nadat zij twee jaar eerder in Gorinchem ernstige wateroverlast heeft veroorzaakt.
- 1307 : Dispuut over het graafschap Namen. Willem III van Holland vindt dat hij er recht op heeft, via zijn moeder Filippa van Luxemburg. Karel van Valois, de broer van de Franse koning, via zijn vrouw Catharina van Courtenay. Koning Filips hakt de knoop door, Jan I van Namen, een zoon van Gewijde van Dampierre, moet trouwen met een Franse gravin Margaretha II van Clermont en trouw zweren aan de Franse koning.

### Kruisridderorden
- 1300 : Hendrik II van Cyprus vat het plan op om Tartous terug te veroveren tezamen met de drie grote ridderorden (Tempeliers, Hospitaliers en de Duitse Orde).
- 1302 : Beleg van Ruad. De mammelukken halen een klinkende overwinning.
- 1306 : De Hospitaalridders beginnen aan de verovering van het eiland Rodos.
- 1307 : Koning Filips IV van Frankrijk laat een proces aanspannen tegen de kerkelijke ridderorde der Tempeliers, die hij beschuldigt van onoorbare praktijken.
- 1308 De processen wegens losbandigheid en zelfverrijking worden door de Franse grootinquisiteur voortgezet.

### Europa
- 1303 : Vrede van Caltabellotta. Zuid-Italië wordt opgesplitst in twee koninkrijken. Het Koninkrijk Sicilië beheert door de Kroon van Aragón, het Koninkrijk Napels onder het Huis Anjou-Sicilië.
- 1303 : Verdrag van Parijs. Einde van de Frans-Engelse Oorlog (1294-1303). Een dubbelhuwelijk is de oplossing. Koning Eduard I van Engeland trouwt met de zus van koning Filips IV van Frankrijk, Margaretha. Eduard II van Engeland huwt met de dochter van Filips, Isabella.
- 1307 : Koning Eduard I sterft, zijn Eduard II volgt hem op.
- 1308 : Albrecht I (rooms-koning) wordt vermoord. De keurvorsten kiezen Hendrik VII van Luxemburg als nieuwe koning.

### Afrika
- 1306 : Mohammed III van het Koninkrijk Granada verovert Ceuta.

### Pausdom
- 1301 : Unam Sanctam. Paus Bonifatius VIII beschouwt zichzelf als hoogste spirituele macht.
- 1303 : Paus Bonifatius VIII excommuniceert koning Filips IV van Frankrijk. Koning Filips laat op zijn beurt Bonifatius gevangennemen.
- 1304 : De opvolger van de overleden Bonifatius, Paus Benedictus XI vlucht uit Rome. Even later sterft ook hij.
- 1304 : Conclaaf van 1304-1305. De Fransman Paus Clemens V wordt verkozen.
- 1309 : Koning Filips dwingt Clemens V om zich in Avignon te vestigen. De Babylonische ballingschap der pausen verzwakt en verdeelt de Rooms-katholieke kerk.

<< · 1300 · 1301 · 1302 · 1303 · 1304 · 1305 · 1306 · 1307 · 1308 · 1309 · >>
<< · 1300-1309 · 1310-1319 · 1320-1329 · 1330-1339 · 1340-1349 · 1350-1359 · 1360-1369 · 1370-1379 · 1380-1389 · 1390-1399 · >>